# Johann Heinrich von Schachtmeyer
Johann Heinrich von Schachtmeyer (* 6. Oktober 1782 in Rospentek; † 14. Juli 1847 in Stettin) war ein preußischer Generalmajor.

## Leben

### Herkunft
Er war der Sohn von Johann Christian von Schachtmeyer († 1805) und dessen Ehefrau Katharina, geborene Guderian. Sein Vater war Justizkommissar und Herr auf Rospentek.

### Militärkarriere
Schachtmeyer war zunächst seit 1796 Volontär im Füsilierbataillon „von Eicke“ und wurde am 1. November 1797 als Portepeefähnrich im Füsilierbataillon „von Yorck“ der Preußischen Armee angestellt. Am 24. Oktober 1801 kam er in das Infanterieregiment „von Brünneck“ und wurde dort am 5. Mai 1804 zum Sekondeleutnant befördert. Mit diesem Regiment nahm Schachtmeyer während des Vierten Koalitionskrieges 1806/07 an den Gefechten bei Soldau, Königsberg, Wusen, Wackern, Biszun sowie der Schlacht bei Preußisch Eylau teil. Für seine Leistungen wurde er am 21. Februar 1807 mit dem Orden Pour le Mérite ausgezeichnet. Nach dem Friedensschluss formierte sich sein Regiment zum 1. Januar 1808 neu und erhielt den Namen 1. Ostpreußische Grenadierregiment Nr. 1 „Kronprinz“. In den folgenden Jahren wurde er am 26. Juni 1811 zum Premierleutnant und am 17. Januar 1813 zum Stabskapitän befördert. Mit der Bildung des 2. Garde-Regiments zu Fuß wurde Schachtmeyer am 19. Juni 1813 als Kapitän und Kompaniechef hierher versetzt. Seine Kompanie führte er während der Befreiungskriege 1813/14 in der Völkerschlacht bei Leipzig und vor Paris.
Am 31. März 1815 folgte seine Beförderung zum Major unter gleichzeitiger Ernennung zum Kommandeur des Füsilier-Bataillons. Schachtmeyer kam dann am 30. März 1826 nach Stolp, wo er das II. Bataillon des 21. Landwehr-Regiments übernahm. In dieser Stellung am 30. März 1830 zum Oberstleutnant befördert, wurde Schachtmeyer zwei Jahre später mit der Führung des 9. Infanterie-Regiments (genannt Colbergisches) in Stettin beauftragt. Nachdem er am 24. Dezember 1832 zum Kommandeur dieses Regiments ernannt worden war, wurde Schachtmeyer am 30. März 1833 zum Oberst befördert. Für seine Leistungen in der Truppenführung erhielt er am 10. September 1834 den Roten Adlerorden IV. Klasse. Unter Verleihung des Charakters als Generalmajor nahm er schließlich am 4. März 1837 mit einer jährlichen Pension von 1750 Talern seinen Abschied.
Seinen Lebensabend verbrachte Schachtmeyer in Stettin, wo er auch verstarb.

### Familie
Schachtmeyer heiratete am 11. Februar 1816 in Berlin Amalie Philippine von Orlich (1797–1835), eine Schwester des Schriftstellers Leopold von Orlich. Aus der Ehe gingen folgende Kinder hervor:
- Hans Ferdinand Rudolf (1816–1897), preußischer General der Infanterie
- Rudolf Karl Maximilian (1817–1832), zuletzt Kadett in Kulm
- Konstantin Franz Julius (* 1819)
- Amalie Charlotte Katharina Johanna (* 1821)
- Karl Ludwig Heinrich (* 1823)
- Kurt (* 1828)
- Mathilde Rosalie Leopoldine Gustava (1833–1897) ⚭ Botho von Salpius (1823–1874), Oberappellationsrat, Sohn von Generalmajor Wilhelm von Salpius